# Campomanesia blanchetiana
É uma espécie de Campomanesia, nativa da América do Sul.

## Sinônimos
Essa espécie não apresenta sinônimos segundo o Reflora.

## Morfologia e Distribuição
Árvore nativa da Floresta Pluvial da Bahia com casca fissurada com sulco delicado. Folha de tamanho entre 2.5 e 7.5 compr. (cm) mais da metade da folha, domácia ausente, de base aguda, margem inteir, pecíolo desenvolvido. Sua Inflorescência axilar, tipo uniflora. Flor com sépala ovada/truncada, de botão-floral com poros apicais, de 4-6 pétalas, bractéola caduca no botão-floral. Fruto de cor verde, imaturo  e amarelo, quando maduro e 1-4 sementes por fruto.